# 史蒂芬·布萊克莫爾
史蒂芬·布萊克莫爾CBE FRSE FIBiol FLS（英語：Stephen Blackmore；1952年7月30日—），是英國一位植物學家，從1999年到2013年12月30日擔任Regius Keeper of the 愛丁堡皇家植物園欽定管理人。此前他也曾任職倫敦自然史博物館的植物學管理人 (自然史博物館)Keeper of Botany, Natural History Museum。1992年，他被授予林奈學會二百週年紀念勳章。
在2011年新年授勳名單中，他因「為植物提供保護服務」授予大英帝國勳章。

## 外部連結
- . Who's Who 2011. A & C Black, 2011; online edn, Oxford University Press, Dec 2010 ; online edn, Oct 2010.   [17 July 2011].